# Местный герой
«Местный герой» (англ. Local Hero) — британский (шотландский) фильм 1983 года с Питером Ригертом в главной роли. Музыку к фильму написал Марк Нопфлер из Dire Straits.

## Сюжет
Представитель крупной американской нефтяной компании приезжает на западное побережье Великобритании в деревню Фернесс — тихое красивое место, ещё не затронутое разрушительной силой цивилизации, с миссией покупки этого побережья под строительство нефтеперерабатывающего завода.

## В ролях
- Питер Ригерт — Макинтайр
- Берт Ланкастер — Феликс Хаппер
- Питер Капальди ― Дэнни Олдсен

## Критика
На сайте агрегаторе рецензий Rotten Tomatoes фильм имеет рейтинг 100 %, основанный на 36 рецензиях со средним баллом 8,8/10. 
На сайте Metacritic рейтинг фильма 82 из 100, основанный на 15 рецензиях.